# Lords of the Night (Venecia)

Los "Señores de la Noche" durante su actividad investigadora nocturna. Gianfranco Munerotto, Signori di Notte, Venecia, 2017

Los Señores de la noche (en italiano: Signori della Notte) fueron magistrados en la República de Venecia que operaron en tribunales especiales.

## Los Señores de la noche

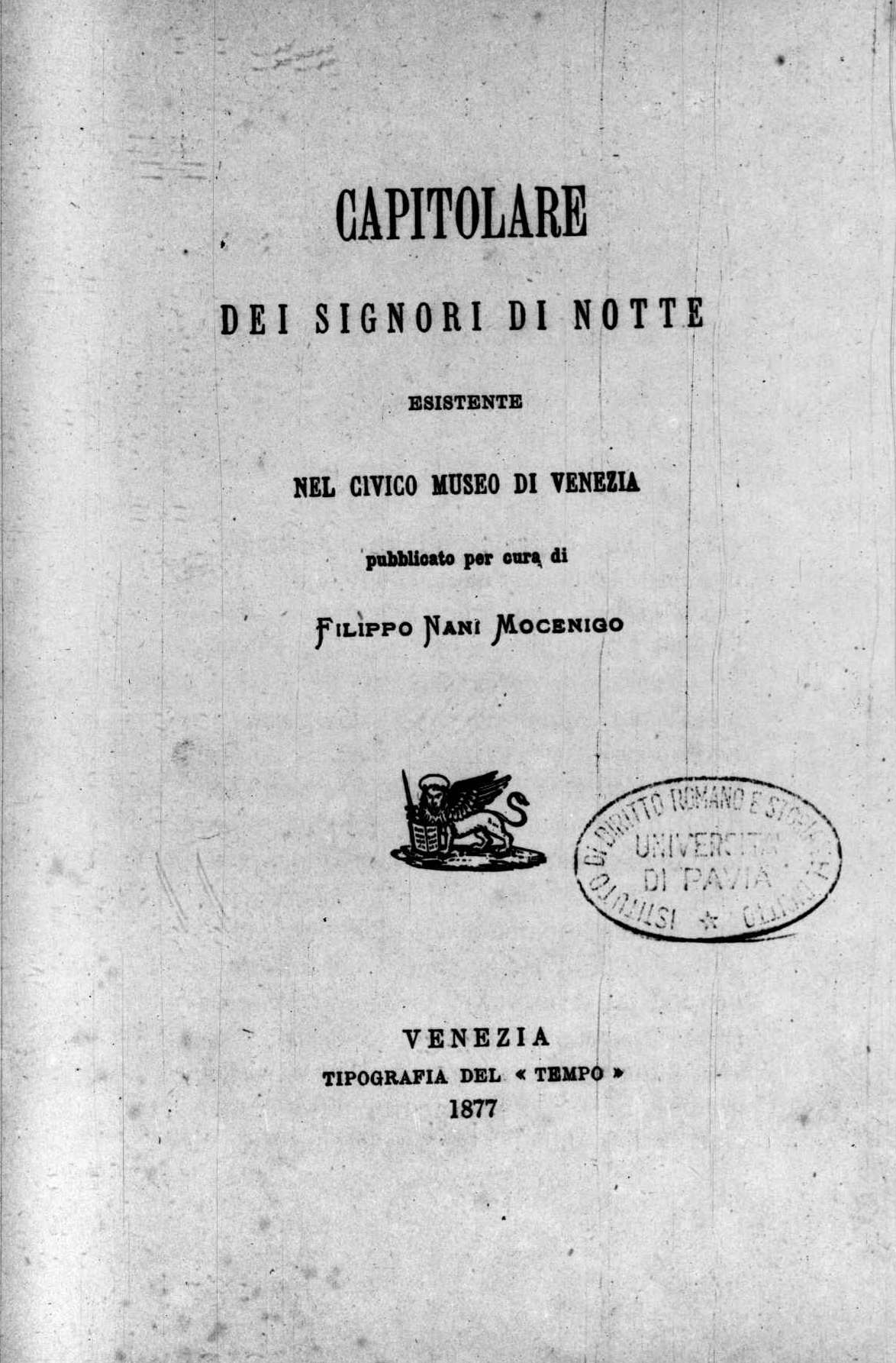
Filippo Nani Mocenigo, Capitolare dei signori di notte, 1877

Los Señores de la Noche se mencionan ya en el siglo XII, primero como dos y luego como seis nobles, uno por cada distrito (sestiere) de Venecia desde 1260. Su nombre se deriva de la responsabilidad inicial de monitorear lo que sucedía en toda la ciudad durante la noche. Sus áreas de enjuiciamiento incluían robo, asesinato, bigamia, delitos carnales de esclavos, armas de fuego, asaltos, conspiración criminal, falta de vivienda, violación, deserción de galeras y falta de pago de alquileres . Se reunían en un comedor del Palacio Ducal en la Cámara del Tormento, y los interrogatorios y los juicios se desarrollaban generalmente por la noche o al anochecer. Esto les permitía, entre otras cosas, aplicar la tortura de la cuerda, y que los jueces se presentaran ante el acusado girando sus hombros hacia una amplia ventana que ocultaba parcialmente su apariencia. Los acusados podían apelar su decisión ante el Consejo Penal de los Cuarenta a través del Avogadori de Comùn .

## Señores de la Noche Civiles
A fines 1544, se crearon los Señores Civiles de la Noche (Signori della Notte al Civìl) con parte de sus deberes transferidos del sistema penal, incluida la ejecución de sentencias extranjeras, la venta de prendas, el exilio de criminales y los no deseados. Actuaban como sustitución de los juzgados que no funcionaban en días festivos.